# Michelangelo Palloni
Michelangelo Palloni (Campi Bisenzio près de Florence, 1637 - 1712) est un peintre italien baroque du XVIIe  et début du  XVIIIe siècle.

## Biographie
Michelangelo Palloni a été un élève de Baldassare Franceschini (Il Volterrano).
Devenu  peintre baroque, il a travaillé à partir  de 1674 dans la république des Deux Nations et, en 1688, peintre de cour du roi polonais Jean III Sobieski.

## Œuvres
Fresques et tableaux dans les lieux suivants :
- Monastère de Kaunas, Lituanie.
- Église des saints Pierre et Paul, Vilnius, Lituanie.
- Palais Krasinski, Varsovie, Pologne.
- Poland Wilanów Palace (1688), Varsovie, Pologne (galerie nord : Rêve stygien de Psyché)
- Chapelle Saint-Casimir, Cathédrale de Vilnius  (1692), Lituanie (cycles des scènes de la Vie de saint Casimir).
- Lithuania Sapieha Palace, Vilnius, Lituanie
- Églises de Łowicz (1695) et de Węgrów (1706-1708), Pologne.

## Sources